# D Smoke
D Smoke, pseudonimo di Daniel Anthony Farris (Inglewood, 17 ottobre 1985), è un rapper statunitense.
Nel 2019 vinto la prima stagione del concorso musicale in onda su Netflix Rhythm & Flow. Il 24 ottobre ha pubblicato EP Inglewood High contenente 7 tracce. Si è esibito ai Soul Train Music Awards del 2019 insieme a SiR. Ha anche collaborato alla realizzazione dell'album Born 2 Rap di The Game nella traccia Cross on Jesus Back. L'anno successivo ha pubblicato il disco Black Habits, che gli è valso la candidatura a due premi dei Grammy Awards 2021, come miglior album rap e come miglior artista esordiente.

## Discografia

### Album in studio
- 2006 – Producer of the Year
- 2020 – Black Habits

### EP
- 2019 – Inglewood High

## Riconoscimenti
- 2021 - Grammy Awards
  - Candidato come Miglior artista esordiente
  - Candidato come Miglior album rap[3]